# Aloe manandonae
Aloe manandonae là một loài thực vật có hoa trong họ Măng tây. Loài này được J.-B.Castillon & J.-P.Castillon mô tả khoa học đầu tiên năm 2008.